# Thắt chặt tín dụng
Thắt chặt tín dụng (còn được gọi là siết chặt tín dụng hoặc khủng hoảng tín dụng) là sự giảm sút đột ngột về khả năng vốn có của các khoản vay (hoặc tín dụng) nói chung hoặc thắt chặt đột ngột các điều kiện cần thiết để vay tiền từ các ngân hàng. Sự thắt chặt tín dụng thường liên quan đến việc giảm khả năng cung cấp tín dụng không phụ thuộc vào việc tăng lãi suất chính thức. Trong những tình huống như vậy, mối quan hệ giữa khả năng cung cấp tín dụng và lãi suất thay đổi. Tín dụng trở nên ít khả dụng hơn ở bất kỳ mức lãi suất chính thức hoặc không còn mối quan hệ rõ ràng giữa lãi suất và khả năng cung cấp tín dụng (tức là xảy ra phân bổ tín dụng). Nhiều lúc, sự thắt chặt tín dụng đi kèm với sự nâng cao về chất lượng của người cho vay và nhà đầu tư, khi họ tìm kiếm những mối đầu tư ít rủi ro hơn ( thường là chi phí của những doanh nghiệp quy mô vừa và nhỏ)

## Nguyên nhân

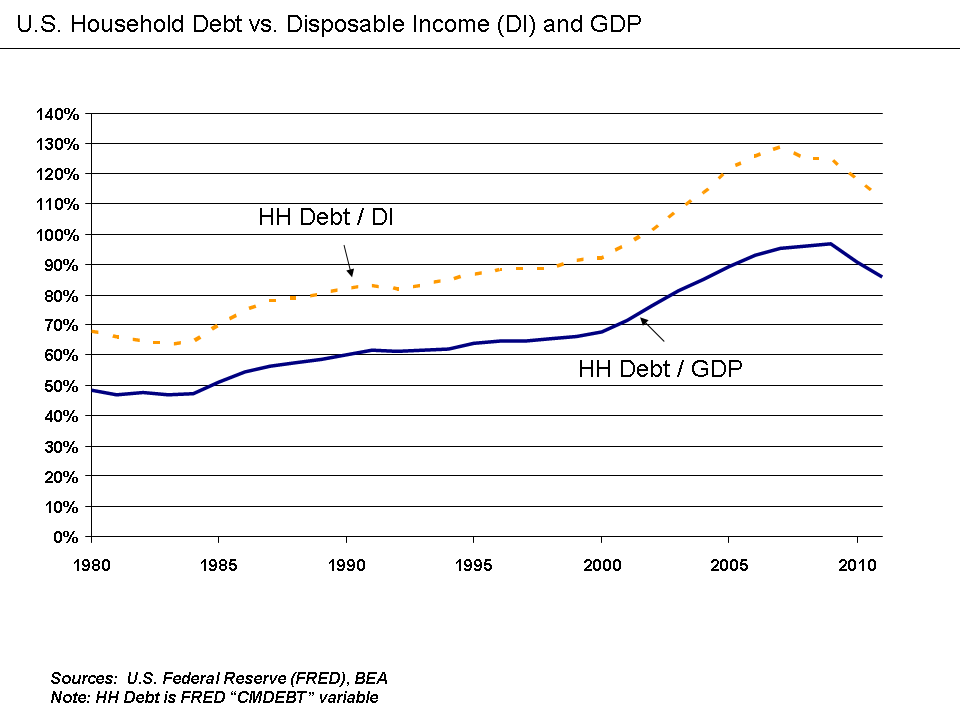
U.S. household debt relative to disposable income and GDP.

Sự thắt chặt tín dụng thường do một khoảng thời gian dài cho vay bất cẩn và không phù hợp, dẫn đến thiệt hại cho các tổ chức cho vay và các nhà đầu tư đang nợ khi các khoản vay trở nên khó khăn và toàn bộ số nợ xấu được biết đến.
Có một số lý do khiến các ngân hàng có thể đột ngột ngừng hoặc làm chậm hoạt động cho vay. Ví dụ, thông tin không đầy đủ về tình trạng tài chính của người đi vay có thể dẫn đến sự bùng nổ trong việc cho vay khi các tổ chức tài chính đánh giá quá cao mức độ tín nhiệm, trong khi việc tiết lộ thông tin đột ngột cho thấy người đi vay mà có hoặc kém uy tín hơn có khả năng dẫn đến việc giảm tín dụng đột ngột. Các nguyên nhân khác có thể bao gồm sự sụt giảm dự kiến về giá trị của tài sản thế chấp mà các ngân hàng dùng để đảm bảo các khoản vay; sự thay đổi ngoại sinh trong điều kiện tiền tệ ( ví dụ: khi ngân hàng trung ương tăng đột ngột và bất ngờ các yêu cầu về dự trữ bắt buộc hoặc áp đặt các ràng buộc pháp lý mới đối với việc cho vay); chính phủ trung ương áp đặt các biện pháp kiểm soát tín dụng trực tiếp đối với hệ thống ngân hàng hoặc thậm chí là tăng nhận thức về rủi ro liên quan đến khả năng thanh toán của các ngân hàng khác trong hệ thống ngân hàng.

### Điều kiện tín dụng đơn giản
Các điều kiện tín dụng dễ dàng ( đôi khi được gọi là “tiền dễ vay" hoặc “tín dụng lỏng lẻo") được đặc trưng bởi lãi suất thấp đối với người vay và các hành vi cho vay thoải mái của các chủ ngân hàng, giúp dễ dàng nhận được các khoản vay rẻ. Một cuộc thắt chặt tín dụng thì ngược lại, trong đó lãi suất tăng và các hoạt động cho vay bị thắt chặt. Các điều kiện tín dụng đơn giản có nghĩa là các khoản tiền luôn có sẵn để cho vay, điều này dẫn đến việc giá của tài sản tăng lên nếu số tiền cho vay được sử dụng để mua tài sản trong một thị trường cụ thể, chẳng hạn như bất động sản hoặc cổ phiếu.

### Bong bóng hình thành

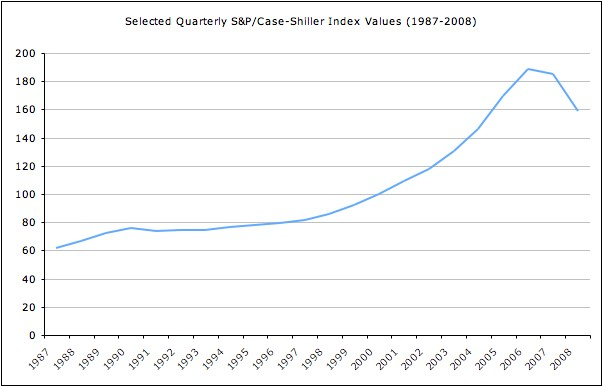
U.S. house price trend (1987–2008) as measured by the Case-Shiller index. Between 2000 and 2006 housing prices nearly doubled, rising from 100 to nearly 200 on the index.

Trong bong bóng tín dụng, các tiêu chuẩn cho vay trở nên ít nghiêm ngặt hơn. Tín dụng dễ dàng làm tăng giá một loại tài sản, thường là bất động sản hoặc cổ phiếu. Những tài sản có giá trị gia tăng này sau đó trở thành tài sản thế chấp để vay thêm. Trong gia đoạn đi lên của chu kỳ tín dụng, giá tài sản có thể trải qua những lần cạnh tranh mạnh mẽ, những đợt đấu thầu có tính đòn bẩy, gây ra lạm phát trong một thị trường tài sản cụ thể. Điều này sau đó có thể gây ra “bong bóng" giá đầu cơ phát triển. Do sự gia tăng tạo ra nợ mới cũng làm tăng cung ứng tiền tệ và kích thích hoạt động kinh tế, điều này cũng có xu hướng tạm thời nâng cao tăng trưởng kinh tế và việc làm.
Nhà kinh tế học Hyman Minsky đã mô tả các hình thức vay và cho vay góp phần tạo ra bong bóng. “Người đi vay phòng hộ" có thể thực hiện thanh toán nợ (bao gồm cả lãi và gốc) từ các dòng tiền hiện tại từ các khảo đầu tư. Người đi vay này không chịu rủi ro đáng kể. Tuy nhiên, loại tiếp theo, “người đi vay đầu cơ”, dòng tiền từ các khoản đầu tư có thể trả nợ, tức là trả lãi đến hạn, nhưng người đi vay phải thường xuyên đảo nợ hoặc vay lại tiền gốc. "Người đi vay Ponzi" (được đặt tên theo Charles Ponzi, xem thêm tại mô hình Ponzi) vay dựa trên niềm tin rằng sự đánh giá cao giá trị của tài sản sẽ đủ để tái cấp vốn cho khoản nợ nhưng không thể thanh toán đủ lãi hoặc gốc bằng tiền mặt, dòng chảy từ các khoản đầu tư; chỉ có giá trị tài sản tăng cao mới có thể giữ chân người vay Ponzi ở lại.
Theo lẽ thông thường, chỉ khi nhìn lại những người tham gia vào bong bóng kinh tế mới nhận ra rằng điểm sụp đổ là hiển nhiên, Về mặt này, bong bóng kinh tế có thể có các đặc điểm động lực học không giống với mô hình Ponzi hoặc mô hình Kim tự tháp.

### Yếu tố tâm lý
Một số yếu tố tâm lý góp phần tạo ra bong bóng và các vụ mua bán có liên quan.
- Xã hội bầy đàn đề cập đến việc theo dõi hành vi của người khác, cho rằng họ hiểu điều gì đang xảy ra.[6][11] Như John Maynard Keynes đã được quan sát vào năm 1931 trong cuộc Đại suy thoái: "Một chủ ngân hàng tốt, than ôi, không phải là người biết trước nguy hiểm và tránh nó, mà là người, khi anh ta bị hủy hoại, bị hủy hoại theo cách thông thường cùng với các đồng nghiệp của mình, vì vậy rằng không ai có thể thực sự đổ lỗi cho anh ta.”[12]
- Mọi người có thể cho rằng các xu hướng thuận lợi bất thường (ví dụ, lãi suất đặc biệt thấp và tăng giá tài sản kéo dài) sẽ tiếp tục vô thời hạn.
- Các biện pháp khuyến khích cũng có thể khích lệ các hành vi rủi ro, đặc biệt là hậu quả tiêu cực nếu một vụ đặt cược diễn ra không tốt được chia sẻ chung. Xu hướng của chính phủ khi cứu trợ các tổ chức tài chính gặp khó khăn (ví dụ: Quản lý vốn dài hạn và cuộc khủng hoảng thế chấp dưới chuẩn), cung cấp các ví dụ về rủi ro đạo đức như vậy.
- Mọi người có thể cho rằng "lần này khác", mà nhà tâm lý học Daniel Kahneman đề cập đến là cái nhìn bên trong trái ngược với cái nhìn bên ngoài, dựa trên lịch sử hoặc thông tin khách quan hơn. Những thành kiến này và những thành kiến thiên vị khác về nhận thức làm suy giảm khả năng phán đoán có thể góp phần tạo ra bong bóng và rạn nứt tín dụng.[6]

### Định giá chứng khoán
Cuộc khủng hoảng nói chung là do sự giảm giá thị trường của các tài sản "lạm phát quá mức" trước đó và đề cập đến cuộc khủng hoảng tài chính là kết quả của sự sụp đổ giá cả. Điều này có thể dẫn đến tình trạng tịch thu tài sản trên diện rộng hoặc phá sản đối với những người gia nhập thị trường sau, vì giá của các tài sản đã tăng cao trước đó thường sẽ giảm mạnh. Ngược lại, khủng hoảng thanh khoản được kích hoạt khi một doanh nghiệp hoạt động tốt nhận thấy tạm thời không có khả năng tiếp cận nguồn tài chính cầu nối mà họ cần để mở rộng kinh doanh hoặc thông suốt các khoản thanh toán bằng dòng tiền của mình.Trong trường hợp này, việc tiếp cận các hạn mức tín dụng bổ sung và "vượt qua" cuộc khủng hoảng có thể cho phép doanh nghiệp tìm cách vượt qua vấn đề và đảm bảo khả năng thanh toán tiếp tục và khả năng tồn tại của chính doanh nghiệp. Thông thường rất khó để nhận biết được khi đang ở giữa thời kỳ khủng hoảng khi mà các doanh nghiệp vốn đã khó khăn lại phải trải qua khủng hoảng về khả năng thanh toán hay khủng hoảng thanh khoản tạm thời.
Trong trường hợp vỡ nợ tín dụng, có thể ưu tiên "đưa ra thị trường" - và nếu cần, bán hoặc thanh lý nếu vốn sản xuất của doanh nghiệp bị ảnh hưởng sẽ không đủ để tồn tại sau giai đoạn bùng nổ của chu kỳ tín dụng. Mặt khác, trong trường hợp khủng hoảng thanh khoản, cách tốt hơn là cố gắng tiếp cận các dòng tín dụng bổ sung, vì cơ hội tăng trưởng có thể tồn tại khi cuộc khủng hoảng thanh khoản được khắc phục.

## Ảnh hưởng

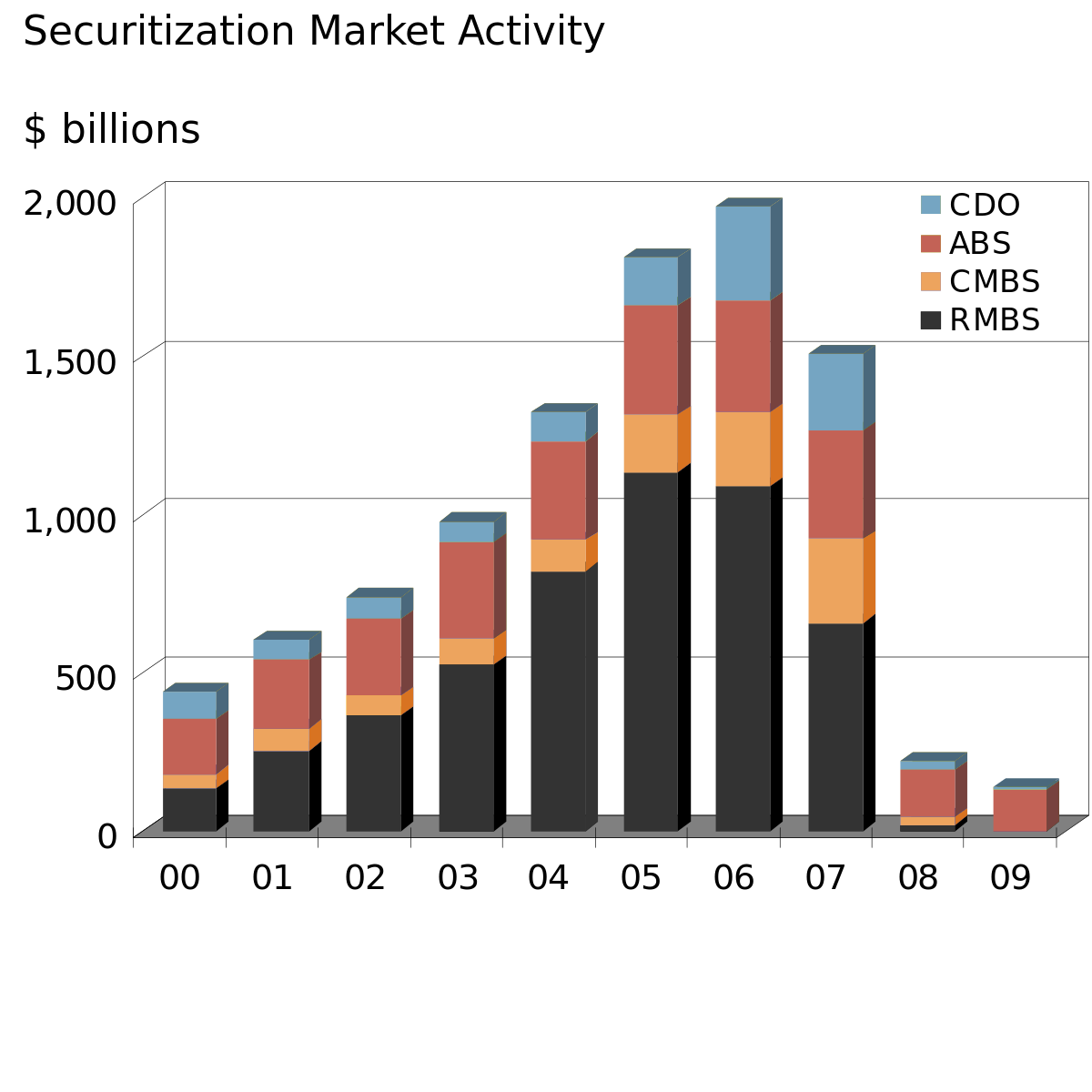

Các tổ chức tài chính đối mặt với thua lỗ có thể làm giảm khả năng cung cấp tín dụng và tăng chi phí tiếp cận tín dụng bằng cách tăng lãi suất. Trong một số trường hợp, người cho vay có thể không thể cho vay thêm, ngay cả khi họ muốn, do hậu quả của sự thua lỗ trước đó. Nếu bản thân những người tham gia có tỷ lệ đòn bẩy cao (tức là gánh nặng nợ nần) thì thiệt hại xảy ra khi bong bóng vỡ sẽ trở nên nghiêm trọng hơn, gây ra suy thoái hoặc khủng hoảng. Các tổ chức tài chính có thể thất bại, tăng trưởng kinh tế có thể chậm lại, thất nghiệp có thể tăng lên và bất ổn xã hội có thể gia tăng. Ví dụ, tỷ lệ nợ hộ gia đình trên thu nhập sau thuế đã tăng từ 60% năm 1984 lên 130% vào năm 2007, góp phần vào (và làm trầm trọng hơn) cuộc khủng hoảng thế chấp dưới chuẩn giai đoạn 2007-2008.

## Quan điểm lịch sử
Trong những thập kỷ gần đây, các vụ vỡ nợ tín dụng không hiếm gặp hay sự kiện thiên nga đen. Mặc dù rất ít nhà kinh tế đã dự đoán thành công các sự kiện khủng hoảng tín dụng trước khi chúng xảy ra, giáo sư Richard Rumelt đã viết như sau liên quan đến tần suất và mức độ thường xuyên đáng ngạc nhiên của chúng ở các nền kinh tế tiên tiến trên thế giới: “Trên thực tế, trong 50 năm qua, đã có 28 chu kỳ bùng nổ giá nhà phá sản và 28 suy giảm tín dụng ở 21 nền kinh tế tiên tiến của Tổ chức Hợp tác và Phát triển Kinh tế (OECD).”